# Thomas Black (écrivain)
Pour les articles homonymes, voir Black et Thomas Black.
Œuvres principales
Pain complet ! (Four Dead Mice)
Thomas Black, né le 5 juin 1910 à Neodesha (Kansas), et mort en 1993, est un écrivain américain de roman policier.

## Biographie
Il quitte l’université sans diplôme et exerce pour vivre de nombreux métiers (entre autres, employé dans une raffinerie, un organisme de crédit, une boulangerie, une usine d’armes…). Après plusieurs tentatives infructueuses, il parvient à publier un premier roman policier en 1946. Trois autres romans suivront, tous consacrés au détective Al Delaney.
Dans son unique traduction française au sein de la collection Série noire nommée Pain complet ! (Four Dead Mice), Al amorce une banale enquête de moralité sur un certain Reymon qui sollicite un emploi dans une boulangerie. Quatre souris mortes sont alors retrouvées dans le pétrin, et l'enquête s'emballe avec la découverte du cadavre de la jolie Honey Ward, la fille de l'ouvrier. Typique petit roman noir américain des années 1950, ce récit, qui se démarque toutefois par la présence de personnages féminins hors des stéréotypes habituels du genre, est réédité dans la collection Carré noir en 1980.

## Œuvre
- The Whitebird Murders (1946)
- The 3-13 Murders (1946)
- The Pinball Murders (1947)
- Four Dead Mice ou The Million Dollar Murder (1954) Publié en français sous le titre Pain complet !, traduction de Raoul Amblard et Jean Sendy, Paris, Gallimard, Série noire no 299, 1956, réédition Carré noir no 356, 1980.

## Sources
- Claude Mesplède et Jean-Jacques Schleret, SN Voyage au bout de la noire, Paris, Futuropolis, 1982, p. 34-35.
- Les Auteurs de la Série Noire, 1945-1995, collection Temps noir, Joseph K., 1996, (avec Claude Mesplède), p. 51-52.